# Colombia en la Copa América 2024
La selección de Colombia fue uno de los 16 equipos participantes en la Copa América 2024, torneo continental que se llevó a cabo entre el 20 de junio y el 14 de julio en los Estados Unidos. Fue la vigésima cuarta participación de Colombia.
Formó parte del Grupo D, junto a Brasil, Paraguay y Costa Rica, el ganador del repechaje frente a Honduras. En los cuartos de final derrotó a Panamá, en las semifinales derrotó a Uruguay y culminó su participación como subcampeón del torneo tras perder en la prórroga frente a Argentina en la final. 

## Preparación
En la edición anterior de Copa América que se realizó en Brasil, Colombia formó parte del Grupo B con Brasil, Perú, Venezuela, y Ecuador; terminó en el tercer lugar del grupo tras ganar un partido, empatar uno y perder dos, esto permitió el avance a la siguiente fase de cuartos de final donde enfrentó a Uruguay con resultado favorable por 4-2 en la tanda de penales, tras empatar 0-0 en tiempo regular, en la ronda de semifinales perdió ante Argentina en la tanda de penaltis por 2-3, en los 120 minutos previos empató 1-1 y culminó su participación al ganar el tercer puesto frente a Perú por 3-2, logrando así la medalla de bronce del torneo. El máximo anotador de la copa y del equipo fue Luis Díaz con cuatro goles y en todo el campeonato el cuerpo técnico estuvo encabezado por Reinaldo Rueda.
Al iniciar un nuevo proceso eliminatorio rumbo al Mundial 2026 cambió la dirección técnica, esta le fue encargada desde el inicio a Néstor Lorenzo. Entre septiembre y noviembre de 2023 se disputaron seis partidos de las clasificatorias, obteniendo tres victorias y tres empates, como resultado hasta esa fecha se ubicó en el tercer puesto de la tabla de posiciones. Se destaca el triunfo 2-1 sobre Brasil en el estadio Metropolitano de Barranquilla con doblete de Lucho Díaz, tras empezar abajo en el marcador.

### Partidos oficiales
| Eliminatorias Sudamericanas Fecha 1; 7 de septiembre de 2023 | Colombia  | 1:0 (0:0) | Venezuela | Estadio Metropolitano, Barranquilla                                            |                                                                                |
| 18:00 (UTC-5)                                                | Borré 46' | Reporte   |           | Asistencia: 44 819 espectadores Árbitro(s): Anderson Daronco VAR: Wagner Reway | Asistencia: 44 819 espectadores Árbitro(s): Anderson Daronco VAR: Wagner Reway |

| Uniformes | Uniformes |
| --------- | --------- |
|           |           |

| Eliminatorias Sudamericanas Fecha 2; 12 de septiembre de 2023 | Chile | 0:0     | Colombia | Estadio Monumental, Santiago                                                |                                                                             |
| 21:30 (UTC-3)                                                 |       | Reporte |          | Asistencia: 37 081 espectadores Árbitro(s): Jesús Valenzuela VAR: Juan Soto | Asistencia: 37 081 espectadores Árbitro(s): Jesús Valenzuela VAR: Juan Soto |

| Uniformes | Uniformes |
| --------- | --------- |
|           |           |

| Eliminatorias Sudamericanas Fecha 3; 12 de octubre de 2023 | Colombia                    | 2:2 (1:0) | Uruguay                               | Estadio Metropolitano, Barranquilla                                   |                                                                       |
| 15:30 (UTC-5)                                              | - Rodríguez 35' - Uribe 52' | Reporte   | - M. Olivera 47' - Núñez 90+1' (pen.) | Asistencia: 47 142 espectadores Árbitro(s): Piero Maza VAR: Juan Lara | Asistencia: 47 142 espectadores Árbitro(s): Piero Maza VAR: Juan Lara |

| Uniformes | Uniformes |
| --------- | --------- |
|           |           |

| Eliminatorias Sudamericanas Fecha 4; 17 de octubre de 2023 | Ecuador | 0:0     | Colombia | Estadio Rodrigo Paz Delgado, Quito                                          |                                                                             |
| 18:30 (UTC-5)                                              |         | Reporte |          | Asistencia: 38 702 espectadores Árbitro(s): Facundo Tello VAR: Jorge Baliño | Asistencia: 38 702 espectadores Árbitro(s): Facundo Tello VAR: Jorge Baliño |

| Uniformes | Uniformes |
| --------- | --------- |
|           |           |

| Eliminatorias Sudamericanas Fecha 5; 16 de noviembre de 2023 | Colombia      | 2:1 (0:1) | Brasil        | Estadio Metropolitano, Barranquilla                                             |                                                                                 |
| 19:00 (UTC-5)                                                | Díaz 75', 79' | Reporte   | Martinelli 4' | Asistencia: 49 171 espectadores Árbitro(s): Andrés Matonte VAR: Leodán González | Asistencia: 49 171 espectadores Árbitro(s): Andrés Matonte VAR: Leodán González |

| Uniformes | Uniformes |
| --------- | --------- |
|           |           |

| Eliminatorias Sudamericanas Fecha 6; 21 de noviembre de 2023 | Paraguay | 0:1 (0:1) | Colombia         | Estadio Defensores del Chaco, Asunción                                      |                                                                             |
| 20:00 (UTC-3)                                                |          | Reporte   | Borré 11' (pen.) | Asistencia: 35 190 espectadores Árbitro(s): Jesús Valenzuela VAR: Juan Soto | Asistencia: 35 190 espectadores Árbitro(s): Jesús Valenzuela VAR: Juan Soto |

| Uniformes | Uniformes |
| --------- | --------- |
|           |           |

### Amistosos previos
| 10 de diciembre de 2023 | Colombia         | 1:0 (1:0) | Venezuela | DRV PNK Stadium, Fort Lauderdale                           |                                                            |
| 17:00 (UTC-5)           | Ferro 41' (a.g.) | Reporte   |           | Asistencia: 14 471 espectadores Árbitro(s): Rubiel Vázquez | Asistencia: 14 471 espectadores Árbitro(s): Rubiel Vázquez |

| Uniformes | Uniformes |
| --------- | --------- |
|           |           |

| 16 de diciembre de 2023 | México                     | 2:3 (1:0) | Colombia                                 | Los Angeles Memorial Coliseum, Los Ángeles               |                                                          |
| 16:00 (UTC-8)           | - Govea 40' - Martínez 50' | Reporte   | - Reyes 55' - Martínez 69' - Gómez 90+2' | Asistencia: 72 201 espectadores Árbitro(s): Víctor Rivas | Asistencia: 72 201 espectadores Árbitro(s): Víctor Rivas |

| Uniformes | Uniformes |
| --------- | --------- |
|           |           |

| 22 de marzo de 2024 | España | 0:1 (0:0) | Colombia  | London Stadium, Londres                                    |                                                            |
| 20:30 (UTC±0)       |        | Reporte   | Muñoz 61' | Asistencia: 49 648 espectadores Árbitro(s): Michael Oliver | Asistencia: 49 648 espectadores Árbitro(s): Michael Oliver |

| Uniformes | Uniformes |
| --------- | --------- |
|           |           |

| 26 de marzo de 2024 | Colombia                                | 3:2 (2:0) | Rumania                   | Estadio Metropolitano, Madrid                          |                                                        |
| 20:30 (UTC+1)       | - Córdoba 6' - Arias 35' - Asprilla 79' | Reporte   | - Hagi 84' - Tănase 90+3' | Asistencia: 44 000 espectadores Árbitro(s): Muñiz Ruiz | Asistencia: 44 000 espectadores Árbitro(s): Muñiz Ruiz |

| Uniformes | Uniformes |
| --------- | --------- |
|           |           |

| 8 de junio de 2024 | Estados Unidos | 1:5 (0:2) | Colombia                                                              | FedExField, Landover                                           |                                                                |
| 16:30 (UTC-5)      | Weah 58'       | Reporte   | - J. Arias 6' - Borré 19' - Ríos 77' - Carrascal 85' - Sinisterra 88' | Asistencia: 51 500 espectadores Árbitro(s): Fernando Hernández | Asistencia: 51 500 espectadores Árbitro(s): Fernando Hernández |

| Uniformes | Uniformes |
| --------- | --------- |
|           |           |

| 15 de junio de 2024 | Colombia                               | 3:0 (3:0) | Bolivia | Pratt & Whitney Stadium, East Hartford |                             |
| 16:00 (UTC-5)       | - J. Arias 5' - Córdoba 25' - Díaz 41' | Reporte   |         | Árbitro(s): Daniel Quintero            | Árbitro(s): Daniel Quintero |

| Uniformes | Uniformes |
| --------- | --------- |
|           |           |

## Plantel

### Lista de convocados
Entrenador:  Néstor Lorenzo
| No. | Pos. | Jugador                | Fecha de nacimiento (edad)         | Apa. | Goles | Club                 |
| --- | ---- | ---------------------- | ---------------------------------- | ---- | ----- | -------------------- |
| 1   | POR  | David Ospina           | 31 de agosto de 1988 (35 años)     | 129  | 0     | Al-Nassr F. C.       |
| 2   | DEF  | Carlos Cuesta          | 9 de marzo de 1999 (25 años)       | 14   | 0     | K. R. C. Genk        |
| 3   | DEF  | Jhon Lucumí            | 26 de junio de 1998 (25 años)      | 18   | 0     | Bologna F. C. 1909   |
| 4   | DEF  | Santiago Arias         | 13 de enero de 1992 (32 años)      | 57   | 0     | E. C. Bahia          |
| 5   | MED  | Kevin Castaño          | 29 de septiembre de 2000 (23 años) | 10   | 0     | F. C. Krasnodar      |
| 6   | MED  | Richard Ríos           | 2 de junio de 2000 (24 años)       | 7    | 1     | S. E. Palmeiras      |
| 7   | DEL  | Luis Díaz              | 13 de enero de 1997 (27 años)      | 44   | 12    | Liverpool F. C.      |
| 8   | MED  | Jorge Carrascal        | 25 de mayo de 1998 (26 años)       | 13   | 2     | F. C. Dinamo Moscú   |
| 9   | DEL  | Miguel Borja           | 26 de enero de 1993 (31 años)      | 28   | 8     | C. A. River Plate    |
| 10  | MED  | James Rodríguez        | 12 de julio de 1991 (32 años)      | 100  | 27    | São Paulo F. C.      |
| 11  | MED  | Jhon Arias             | 21 de septiembre de 1997 (26 años) | 15   | 3     | Fluminense F. C.     |
| 12  | POR  | Camilo Vargas          | 9 de marzo de 1989 (35 años)       | 23   | 0     | Atlas F. C.          |
| 13  | DEF  | Yerry Mina             | 23 de septiembre de 1994 (29 años) | 44   | 7     | Cagliari Calcio      |
| 14  | DEL  | Jhon Durán             | 13 de diciembre de 2003 (20 años)  | 9    | 1     | Aston Villa F. C.    |
| 15  | MED  | Mateus Uribe           | 21 de marzo de 1991 (33 años)      | 54   | 6     | Al-Sadd S. C.        |
| 16  | MED  | Jefferson Lerma        | 25 de octubre de 1994 (29 años)    | 41   | 1     | Crystal Palace F. C. |
| 17  | DEF  | Johan Mojica           | 21 de agosto de 1992 (31 años)     | 25   | 1     | C. A. Osasuna        |
| 18  | DEL  | Luis Sinisterra        | 17 de junio de 1999 (25 años)      | 12   | 4     | AFC Bournemouth      |
| 19  | DEL  | Rafael Santos Borré    | 15 de septiembre de 1995 (28 años) | 32   | 6     | S. C. Internacional  |
| 20  | MED  | Juan Fernando Quintero | 18 de enero de 1993 (31 años)      | 35   | 4     | Racing Club          |
| 21  | DEF  | Daniel Muñoz           | 25 de mayo de 1996 (28 años)       | 26   | 1     | Crystal Palace F. C. |
| 22  | MED  | Yáser Asprilla         | 19 de noviembre de 2003 (20 años)  | 5    | 2     | Watford F. C.        |
| 23  | DEF  | Dávinson Sánchez       | 12 de junio de 1996 (28 años)      | 59   | 1     | Galatasaray S. K.    |
| 24  | DEL  | Jhon Córdoba           | 11 de mayo de 1993 (31 años)       | 4    | 2     | F. C. Krasnodar      |
| 25  | POR  | Álvaro Montero         | 29 de marzo de 1995 (29 años)      | 8    | 0     | Millonarios F. C.    |
| 26  | DEF  | Déiver Machado         | 2 de septiembre de 1993 (30 años)  | 10   | 0     | R. C. Lens           |

## Participación
- Los horarios son correspondientes al huso horario de cada sede.

### Partidos
| Fecha       | Ciudad        | Instancia        |           |                      | Resultado              |                       |            |
| ----------- | ------------- | ---------------- | --------- | -------------------- | ---------------------- | --------------------- | ---------- |
| 24 de junio | Houston       | Fase de grupos   | Colombia  | Bandera de Colombia  | 2:1 (2:0)              | Bandera de Paraguay   | Paraguay   |
| 28 de junio | Glendale      | Fase de grupos   | Colombia  | Bandera de Colombia  | 3:0 (1:0)              | Bandera de Costa Rica | Costa Rica |
| 2 de julio  | Santa Clara   | Fase de grupos   | Brasil    | Bandera de Brasil    | 1:1 (1:1)              | Bandera de Colombia   | Colombia   |
| 6 de julio  | Glendale      | Cuartos de final | Colombia  | Bandera de Colombia  | 5:0 (3:0)              | Bandera de Panamá     | Panamá     |
| 10 de julio | Charlotte     | Semifinales      | Uruguay   | Bandera de Uruguay   | 0:1 (0:1)              | Bandera de Colombia   | Colombia   |
| 14 de julio | Miami Gardens | Final            | Argentina | Bandera de Argentina | 1:0 (0:0, 0:0) (t. s.) | Bandera de Colombia   | Colombia   |

### Fase de grupos - Grupo D

#### Posiciones
| Selección  | Pts | PJ | PG | PE | PP | GF | GC | Dif |
| ---------- | --- | -- | -- | -- | -- | -- | -- | --- |
| Colombia   | 7   | 3  | 2  | 1  | 0  | 6  | 2  | +4  |
| Brasil     | 5   | 3  | 1  | 2  | 0  | 5  | 2  | +3  |
| Costa Rica | 4   | 3  | 1  | 1  | 1  | 2  | 4  | –2  |
| Paraguay   | 0   | 3  | 0  | 0  | 3  | 3  | 8  | –5  |

|  | Clasificados a los cuartos de final. |

#### Colombia vs. Paraguay
| Jornada 1; 24 de junio | Colombia                | 2:1 (2:0) | Paraguay   | NRG Stadium, Houston                                                         |                                                                              |
| 17:00 (UTC-5)          | - Muñoz 33' - Lerma 42' | Reporte   | Enciso 69' | Asistencia: 67 059 espectadores Árbitro(s): Darío Herrera VAR: Silvio Trucco | Asistencia: 67 059 espectadores Árbitro(s): Darío Herrera VAR: Silvio Trucco |

| 12         | Guardameta     | Camilo Vargas       |       |
| 21         | Defensa        | Daniel Muñoz        |       |
| 3          | Defensa        | Jhon Lucumí         | 25'   |
| 23         | Defensa        | Dávinson Sánchez    |       |
| 17         | Defensa        | Johan Mojica        |       |
| 6          | Centrocampista | Richard Ríos        |       |
| 16         | Centrocampista | Jefferson Lerma     | 68'   |
| 11         | Centrocampista | Jhon Arias          | 90+2' |
| 10         | Centrocampista | James Rodríguez     | 90+2' |
| 7          | Centrocampista | Luis Díaz           |       |
| 19         | Delantero      | Rafael Santos Borré | 68'   |
| Entrenador | Entrenador     | Néstor Lorenzo      |       |

| 22         | Guardameta     | Rodrigo Morínigo   |       |
| 25         | Defensa        | Gustavo Velázquez  |       |
| 5          | Defensa        | Fabián Balbuena    |       |
| 3          | Defensa        | Omar Alderete      |       |
| 4          | Defensa        | Matías Espinoza    |       |
| 23         | Centrocampista | Mathías Villasanti | 80'   |
| 26         | Centrocampista | Hernesto Caballero | 59'   |
| 14         | Centrocampista | Andrés Cubas       |       |
| 10         | Delantero      | Miguel Almirón     | 59'   |
| 18         | Delantero      | Alex Arce          | 79'   |
| 19         | Delantero      | Julio Enciso       | 90+2' |
| Entrenador | Entrenador     | Daniel Garnero     |       |

| 13 | Defensa        | Yerry Mina             | 25'   |
| 15 | Centrocampista | Mateus Uribe           | 68'   |
| 24 | Delantero      | Jhon Córdoba           | 68'   |
| 5  | Centrocampista | Kevin Castaño          | 90+2' |
| 20 | Centrocampista | Juan Fernando Quintero | 90+2' |

| 8  | Centrocampista | Damián Bobadilla | 59'   |
| 24 | Delantero      | Ramón Sosa       | 59'   |
| 9  | Centrocampista | Adam Bareiro     | 79'   |
| 11 | Delantero      | Ángel Romero     | 80'   |
| 16 | Centrocampista | Matías Rojas     | 90+2' |

| Anotado | 33' | Daniel Muñoz    | 1–0 |
| Anotado | 42' | Jefferson Lerma | 2–0 |

| Anotado | 69' | Julio Enciso | 2–1 |

| Amonestado | 14' | Jefferson Lerma |

| Amonestado | 53' | Gustavo Velázquez |
| Amonestado | 78' | Andrés Cubas      |

| Árbitro             | Darío Herrera      |
| Árbitros asistentes | Juan Pablo Belatti |
| Árbitros asistentes | Cristian Navarro   |
| Cuarto árbitro      | Ivo Méndez         |
| Quinto árbitro      | José Antelo        |
| VAR                 | Silvio Trucco      |
| Adicional VAR       | Rodrigo Carvajal   |
| Asesor de árbitros  | Ricardo Casas      |
| Quality Mánager     | Carlos Pastorino   |

| 12         | Guardameta     | Camilo Vargas       |       |
| 21         | Defensa        | Daniel Muñoz        |       |
| 3          | Defensa        | Jhon Lucumí         | 25'   |
| 23         | Defensa        | Dávinson Sánchez    |       |
| 17         | Defensa        | Johan Mojica        |       |
| 6          | Centrocampista | Richard Ríos        |       |
| 16         | Centrocampista | Jefferson Lerma     | 68'   |
| 11         | Centrocampista | Jhon Arias          | 90+2' |
| 10         | Centrocampista | James Rodríguez     | 90+2' |
| 7          | Centrocampista | Luis Díaz           |       |
| 19         | Delantero      | Rafael Santos Borré | 68'   |
| Entrenador | Entrenador     | Néstor Lorenzo      |       |

| 22         | Guardameta     | Rodrigo Morínigo   |       |
| 25         | Defensa        | Gustavo Velázquez  |       |
| 5          | Defensa        | Fabián Balbuena    |       |
| 3          | Defensa        | Omar Alderete      |       |
| 4          | Defensa        | Matías Espinoza    |       |
| 23         | Centrocampista | Mathías Villasanti | 80'   |
| 26         | Centrocampista | Hernesto Caballero | 59'   |
| 14         | Centrocampista | Andrés Cubas       |       |
| 10         | Delantero      | Miguel Almirón     | 59'   |
| 18         | Delantero      | Alex Arce          | 79'   |
| 19         | Delantero      | Julio Enciso       | 90+2' |
| Entrenador | Entrenador     | Daniel Garnero     |       |

| 13 | Defensa        | Yerry Mina             | 25'   |
| 15 | Centrocampista | Mateus Uribe           | 68'   |
| 24 | Delantero      | Jhon Córdoba           | 68'   |
| 5  | Centrocampista | Kevin Castaño          | 90+2' |
| 20 | Centrocampista | Juan Fernando Quintero | 90+2' |

| 8  | Centrocampista | Damián Bobadilla | 59'   |
| 24 | Delantero      | Ramón Sosa       | 59'   |
| 9  | Centrocampista | Adam Bareiro     | 79'   |
| 11 | Delantero      | Ángel Romero     | 80'   |
| 16 | Centrocampista | Matías Rojas     | 90+2' |

| Anotado | 33' | Daniel Muñoz    | 1–0 |
| Anotado | 42' | Jefferson Lerma | 2–0 |

| Anotado | 69' | Julio Enciso | 2–1 |

| Amonestado | 14' | Jefferson Lerma |

| Amonestado | 53' | Gustavo Velázquez |
| Amonestado | 78' | Andrés Cubas      |

| Árbitro             | Darío Herrera      |
| Árbitros asistentes | Juan Pablo Belatti |
| Árbitros asistentes | Cristian Navarro   |
| Cuarto árbitro      | Ivo Méndez         |
| Quinto árbitro      | José Antelo        |
| VAR                 | Silvio Trucco      |
| Adicional VAR       | Rodrigo Carvajal   |
| Asesor de árbitros  | Ricardo Casas      |
| Quality Mánager     | Carlos Pastorino   |

| Estadísticas      | Bandera de Colombia | Bandera de Paraguay |
| Tiros             | 11                  | 12                  |
| Tiros a puerta    | 3                   | 3                   |
| Faltas            | 10                  | 18                  |
| Saques de esquina | 3                   | 3                   |
| Penaltis          | 0                   | 0                   |
| Fueras de juego   | 1                   | 2                   |
| Posesión de balón | 68%                 | 32%                 |

#### Colombia vs. Costa Rica
| Jornada 2; 28 de junio | Colombia                                      | 3:0 (1:0) | Costa Rica | State Farm Stadium, Glendale                                                   |                                                                                |
| 15:00 (UTC-7)          | - Díaz 31' (pen.) - Sánchez 59' - Córdoba 62' | Reporte   |            | Asistencia: 27 386 espectadores Árbitro(s): Gustavo Tejera VAR: Héctor Paletta | Asistencia: 27 386 espectadores Árbitro(s): Gustavo Tejera VAR: Héctor Paletta |

| 12         | Guardameta     | Camilo Vargas    |     |
| 21         | Defensa        | Daniel Muñoz     |     |
| 23         | Defensa        | Dávinson Sánchez |     |
| 2          | Defensa        | Carlos Cuesta    |     |
| 17         | Defensa        | Johan Mojica     |     |
| 6          | Centrocampista | Richard Ríos     | 46' |
| 16         | Centrocampista | Jefferson Lerma  | 72' |
| 11         | Centrocampista | Jhon Arias       |     |
| 10         | Delantero      | James Rodríguez  | 72' |
| 24         | Delantero      | Jhon Córdoba     | 77' |
| 7          | Delantero      | Luis Díaz        | 77' |
| Entrenador | Entrenador     | Néstor Lorenzo   |     |

| 23         | Guardameta     | Patrick Sequeira  |     |
| 3          | Defensa        | Jeyland Mitchell  |     |
| 4          | Defensa        | Juan Pablo Vargas |     |
| 15         | Defensa        | Francisco Calvo   |     |
| 22         | Centrocampista | Haxzel Quirós     |     |
| 14         | Centrocampista | Orlando Galo      |     |
| 10         | Centrocampista | Brandon Aguilera  | 66' |
| 11         | Centrocampista | Ariel Lassiter    | 46' |
| 21         | Centrocampista | Álvaro Zamora     | 66' |
| 17         | Centrocampista | Warren Madrigal   | 83' |
| 9          | Delantero      | Manfred Ugalde    | 46' |
| Entrenador | Entrenador     | Gustavo Alfaro    |     |

| 15 | Centrocampista | Mateus Uribe        | 46' |
| 5  | Centrocampista | Kevin Castaño       | 72' |
| 22 | Centrocampista | Yáser Asprilla      | 72' |
| 14 | Delantero      | Jhon Durán          | 77' |
| 19 | Delantero      | Rafael Santos Borré | 77' |

| 8  | Defensa        | Joseph Mora      | 46' |
| 12 | Delantero      | Joel Campbell    | 46' |
| 13 | Centrocampista | Jefferson Brenes | 66' |
| 20 | Delantero      | Josimar Alcócer  | 66' |
| 24 | Delantero      | Andy Rojas       | 83' |

| Anotado · Penal | 31' | Luis Díaz        | 1–0 |
| Anotado         | 59' | Dávinson Sánchez | 2–0 |
| Anotado         | 62' | Jhon Córdoba     | 3–0 |

| Amonestado | 41' | Richard Ríos |
| Amonestado | 64' | Jhon Córdoba |

| Amonestado | 17' | Manfred Ugalde |

| Árbitro             | Gustavo Tejera     |
| Árbitros asistentes | Martín Soppi       |
| Árbitros asistentes | Pablo Llarena      |
| Cuarto árbitro      | Augusto Aragón     |
| Quinto árbitro      | Ricardo Baren      |
| VAR                 | Héctor Paletta     |
| Adicional VAR       | Christian Ferreyra |
| Asesor de árbitros  | Gregory Barker     |
| Quality Mánager     | Gustavo Rossi      |

| 12         | Guardameta     | Camilo Vargas    |     |
| 21         | Defensa        | Daniel Muñoz     |     |
| 23         | Defensa        | Dávinson Sánchez |     |
| 2          | Defensa        | Carlos Cuesta    |     |
| 17         | Defensa        | Johan Mojica     |     |
| 6          | Centrocampista | Richard Ríos     | 46' |
| 16         | Centrocampista | Jefferson Lerma  | 72' |
| 11         | Centrocampista | Jhon Arias       |     |
| 10         | Delantero      | James Rodríguez  | 72' |
| 24         | Delantero      | Jhon Córdoba     | 77' |
| 7          | Delantero      | Luis Díaz        | 77' |
| Entrenador | Entrenador     | Néstor Lorenzo   |     |

| 23         | Guardameta     | Patrick Sequeira  |     |
| 3          | Defensa        | Jeyland Mitchell  |     |
| 4          | Defensa        | Juan Pablo Vargas |     |
| 15         | Defensa        | Francisco Calvo   |     |
| 22         | Centrocampista | Haxzel Quirós     |     |
| 14         | Centrocampista | Orlando Galo      |     |
| 10         | Centrocampista | Brandon Aguilera  | 66' |
| 11         | Centrocampista | Ariel Lassiter    | 46' |
| 21         | Centrocampista | Álvaro Zamora     | 66' |
| 17         | Centrocampista | Warren Madrigal   | 83' |
| 9          | Delantero      | Manfred Ugalde    | 46' |
| Entrenador | Entrenador     | Gustavo Alfaro    |     |

| 15 | Centrocampista | Mateus Uribe        | 46' |
| 5  | Centrocampista | Kevin Castaño       | 72' |
| 22 | Centrocampista | Yáser Asprilla      | 72' |
| 14 | Delantero      | Jhon Durán          | 77' |
| 19 | Delantero      | Rafael Santos Borré | 77' |

| 8  | Defensa        | Joseph Mora      | 46' |
| 12 | Delantero      | Joel Campbell    | 46' |
| 13 | Centrocampista | Jefferson Brenes | 66' |
| 20 | Delantero      | Josimar Alcócer  | 66' |
| 24 | Delantero      | Andy Rojas       | 83' |

| Anotado · Penal | 31' | Luis Díaz        | 1–0 |
| Anotado         | 59' | Dávinson Sánchez | 2–0 |
| Anotado         | 62' | Jhon Córdoba     | 3–0 |

| Amonestado | 41' | Richard Ríos |
| Amonestado | 64' | Jhon Córdoba |

| Amonestado | 17' | Manfred Ugalde |

| Árbitro             | Gustavo Tejera     |
| Árbitros asistentes | Martín Soppi       |
| Árbitros asistentes | Pablo Llarena      |
| Cuarto árbitro      | Augusto Aragón     |
| Quinto árbitro      | Ricardo Baren      |
| VAR                 | Héctor Paletta     |
| Adicional VAR       | Christian Ferreyra |
| Asesor de árbitros  | Gregory Barker     |
| Quality Mánager     | Gustavo Rossi      |

| Estadísticas      | Bandera de Colombia | Bandera de Costa Rica |
| Tiros             | 17                  | 5                     |
| Tiros a puerta    | 5                   | 0                     |
| Faltas            | 19                  | 14                    |
| Saques de esquina | 4                   | 2                     |
| Penaltis          | 1                   | 0                     |
| Fueras de juego   | 2                   | 1                     |
| Posesión de balón | 64%                 | 36%                   |

#### Brasil vs. Colombia
| Jornada 3; 2 de julio | Brasil       | 1:1 (1:1) | Colombia    | Levi's Stadium, Santa Clara                                                      |                                                                                  |
| 18:00 (UTC-7)         | Raphinha 12' | Reporte   | Muñoz 45+2' | Asistencia: 70 971 espectadores Árbitro(s): Jesús Valenzuela VAR: Mauro Vigliano | Asistencia: 70 971 espectadores Árbitro(s): Jesús Valenzuela VAR: Mauro Vigliano |

| 1          | Guardameta     | Alisson         |     |
| 2          | Defensa        | Danilo          |     |
| 3          | Defensa        | Éder Militão    |     |
| 4          | Defensa        | Marquinhos      |     |
| 6          | Defensa        | Wendell         | 86' |
| 5          | Centrocampista | Bruno Guimarães | 86' |
| 15         | Centrocampista | João Gomes      | 73' |
| 11         | Centrocampista | Raphinha        |     |
| 8          | Centrocampista | Lucas Paquetá   | 46' |
| 7          | Centrocampista | Vinícius Júnior |     |
| 10         | Delantero      | Rodrygo         | 73' |
| Entrenador | Entrenador     | Dorival Júnior  |     |

| 12         | Guardameta     | Camilo Vargas    |     |
| 21         | Defensa        | Daniel Muñoz     |     |
| 23         | Defensa        | Dávinson Sánchez |     |
| 2          | Defensa        | Carlos Cuesta    |     |
| 26         | Defensa        | Déiver Machado   | 46' |
| 6          | Centrocampista | Richard Ríos     | 76' |
| 16         | Centrocampista | Jefferson Lerma  |     |
| 11         | Centrocampista | Jhon Arias       |     |
| 10         | Delantero      | James Rodríguez  | 81' |
| 24         | Delantero      | Jhon Córdoba     | 76' |
| 7          | Delantero      | Luis Díaz        | 89' |
| Entrenador | Entrenador     | Néstor Lorenzo   |     |

| 19 | Centrocampista | Andreas Pereira | 46' |
| 20 | Delantero      | Savinho         | 73' |
| 24 | Centrocampista | Éderson         | 73' |
| 9  | Delantero      | Endrick         | 86' |
| 18 | Centrocampista | Douglas Luiz    | 86' |

| 17 | Defensa        | Johan Mojica        | 46' |
| 15 | Centrocampista | Mateus Uribe        | 76' |
| 19 | Delantero      | Rafael Santos Borré | 76' |
| 8  | Centrocampista | Jorge Carrascal     | 81' |
| 18 | Delantero      | Luis Sinisterra     | 89' |

| Anotado | 12' | Raphinha | 1–0 |

| Anotado | 45+2' | Daniel Muñoz | 1–1 |

| Amonestado | 7'  | Vinícius Júnior |
| Amonestado | 27' | João Gomes      |
| Amonestado | 73' | Bruno Guimarães |

| Amonestado | 25' | Déiver Machado  |
| Amonestado | 27' | Jefferson Lerma |

| Árbitro             | Jesús Valenzuela  |
| Árbitros asistentes | Jorge Urrego      |
| Árbitros asistentes | Alberto Ponte     |
| Cuarto árbitro      | Augusto Aragón    |
| Quinto árbitro      | Christian Lescano |
| VAR                 | Mauro Vigliano    |
| Adicional VAR       | Jonny Bossio      |
| Asesor de árbitros  | Peter Prendergast |
| Quality Mánager     | Luis Vera         |

| 1          | Guardameta     | Alisson         |     |
| 2          | Defensa        | Danilo          |     |
| 3          | Defensa        | Éder Militão    |     |
| 4          | Defensa        | Marquinhos      |     |
| 6          | Defensa        | Wendell         | 86' |
| 5          | Centrocampista | Bruno Guimarães | 86' |
| 15         | Centrocampista | João Gomes      | 73' |
| 11         | Centrocampista | Raphinha        |     |
| 8          | Centrocampista | Lucas Paquetá   | 46' |
| 7          | Centrocampista | Vinícius Júnior |     |
| 10         | Delantero      | Rodrygo         | 73' |
| Entrenador | Entrenador     | Dorival Júnior  |     |

| 12         | Guardameta     | Camilo Vargas    |     |
| 21         | Defensa        | Daniel Muñoz     |     |
| 23         | Defensa        | Dávinson Sánchez |     |
| 2          | Defensa        | Carlos Cuesta    |     |
| 26         | Defensa        | Déiver Machado   | 46' |
| 6          | Centrocampista | Richard Ríos     | 76' |
| 16         | Centrocampista | Jefferson Lerma  |     |
| 11         | Centrocampista | Jhon Arias       |     |
| 10         | Delantero      | James Rodríguez  | 81' |
| 24         | Delantero      | Jhon Córdoba     | 76' |
| 7          | Delantero      | Luis Díaz        | 89' |
| Entrenador | Entrenador     | Néstor Lorenzo   |     |

| 19 | Centrocampista | Andreas Pereira | 46' |
| 20 | Delantero      | Savinho         | 73' |
| 24 | Centrocampista | Éderson         | 73' |
| 9  | Delantero      | Endrick         | 86' |
| 18 | Centrocampista | Douglas Luiz    | 86' |

| 17 | Defensa        | Johan Mojica        | 46' |
| 15 | Centrocampista | Mateus Uribe        | 76' |
| 19 | Delantero      | Rafael Santos Borré | 76' |
| 8  | Centrocampista | Jorge Carrascal     | 81' |
| 18 | Delantero      | Luis Sinisterra     | 89' |

| Anotado | 12' | Raphinha | 1–0 |

| Anotado | 45+2' | Daniel Muñoz | 1–1 |

| Amonestado | 7'  | Vinícius Júnior |
| Amonestado | 27' | João Gomes      |
| Amonestado | 73' | Bruno Guimarães |

| Amonestado | 25' | Déiver Machado  |
| Amonestado | 27' | Jefferson Lerma |

| Árbitro             | Jesús Valenzuela  |
| Árbitros asistentes | Jorge Urrego      |
| Árbitros asistentes | Alberto Ponte     |
| Cuarto árbitro      | Augusto Aragón    |
| Quinto árbitro      | Christian Lescano |
| VAR                 | Mauro Vigliano    |
| Adicional VAR       | Jonny Bossio      |
| Asesor de árbitros  | Peter Prendergast |
| Quality Mánager     | Luis Vera         |

| Estadísticas      | Bandera de Brasil | Bandera de Colombia |
| Tiros             | 7                 | 13                  |
| Tiros a puerta    | 3                 | 6                   |
| Faltas            | 14                | 19                  |
| Saques de esquina | 6                 | 5                   |
| Penaltis          | 0                 | 0                   |
| Fueras de juego   | 1                 | 2                   |
| Posesión de balón | 51%               | 49%                 |

### Cuartos de final

#### Colombia vs. Panamá
| 6 de julio    | Colombia                                                                       | 5:0 (3:0) | Panamá | State Farm Stadium, Glendale                                                     |                                                                                  |
| 15:00 (UTC-7) | - Córdoba 8' - Rodríguez 15' (pen.) - Díaz 41' - Ríos 70' - Borja 90+4' (pen.) | Reporte   |        | Asistencia: 39 740 espectadores Árbitro(s): Maurizio Mariani VAR: Marco Di Bello | Asistencia: 39 740 espectadores Árbitro(s): Maurizio Mariani VAR: Marco Di Bello |

| 12         | Guardameta     | Camilo Vargas    |     |
| 21         | Defensa        | Daniel Muñoz     | 73' |
| 23         | Defensa        | Dávinson Sánchez |     |
| 2          | Defensa        | Carlos Cuesta    |     |
| 17         | Defensa        | Johan Mojica     |     |
| 6          | Centrocampista | Richard Ríos     |     |
| 15         | Centrocampista | Mateus Uribe     |     |
| 11         | Centrocampista | Jhon Arias       | 66' |
| 10         | Delantero      | James Rodríguez  | 73' |
| 24         | Delantero      | Jhon Córdoba     | 79' |
| 7          | Delantero      | Luis Díaz        | 65' |
| Entrenador | Entrenador     | Néstor Lorenzo   |     |

| 22         | Guardameta     | Orlando Mosquera    |     |
| 23         | Defensa        | Michael Murillo     |     |
| 24         | Defensa        | Edgardo Fariña      |     |
| 3          | Defensa        | José Córdoba        |     |
| 25         | Defensa        | Roderick Miller     | 46' |
| 15         | Defensa        | Eric Davis          | 83' |
| 2          | Centrocampista | César Blackman      | 46' |
| 6          | Centrocampista | Cristian Martínez   | 62' |
| 14         | Centrocampista | Jovani Welch        |     |
| 10         | Centrocampista | Édgar Bárcenas      |     |
| 17         | Delantero      | José Fajardo        | 85' |
| Entrenador | Entrenador     | Thomas Christiansen |     |

| 18 | Delantero      | Luis Sinisterra        | 65' |
| 8  | Centrocampista | Jorge Carrascal        | 66' |
| 4  | Defensa        | Santiago Arias         | 73' |
| 20 | Centrocampista | Juan Fernando Quintero | 73' |
| 9  | Delantero      | Miguel Borja           | 79' |

| 9  | Delantero      | Eduardo Guerrero | 46' |
| 16 | Centrocampista | Carlos Harvey    | 46' |
| 5  | Centrocampista | Abdiel Ayarza    | 62' |
| 18 | Defensa        | Omar Valencia    | 83' |
| 11 | Delantero      | Ismael Díaz      | 85' |

| Anotado         | 8'    | Jhon Córdoba    | 1–0 |
| Anotado · Penal | 15'   | James Rodríguez | 2–0 |
| Anotado         | 41'   | Luis Díaz       | 3–0 |
| Anotado         | 70'   | Richard Ríos    | 4–0 |
| Anotado · Penal | 90+4' | Miguel Borja    | 5–0 |

| Amonestado | 45' | Mateus Uribe |

| Amonestado | 54'   | Jovani Welch   |
| Amonestado | 64'   | Edgardo Fariña |
| Amonestado | 90+2' | José Córdoba   |

| Árbitro             | Maurizio Mariani  |
| Árbitros asistentes | Daniele Bindoni   |
| Árbitros asistentes | Alberto Tegoni    |
| Cuarto árbitro      | Kevin Ortega      |
| Quinto árbitro      | Michael Orué      |
| VAR                 | Marco Di Bello    |
| Adicionales VAR     | Aleandro Di Paolo |
| Adicionales VAR     | Gery Vargas       |
| Asesor de árbitros  | Olga Miranda      |
| Quality Mánager     | Gustavo Rossi     |

| 12         | Guardameta     | Camilo Vargas    |     |
| 21         | Defensa        | Daniel Muñoz     | 73' |
| 23         | Defensa        | Dávinson Sánchez |     |
| 2          | Defensa        | Carlos Cuesta    |     |
| 17         | Defensa        | Johan Mojica     |     |
| 6          | Centrocampista | Richard Ríos     |     |
| 15         | Centrocampista | Mateus Uribe     |     |
| 11         | Centrocampista | Jhon Arias       | 66' |
| 10         | Delantero      | James Rodríguez  | 73' |
| 24         | Delantero      | Jhon Córdoba     | 79' |
| 7          | Delantero      | Luis Díaz        | 65' |
| Entrenador | Entrenador     | Néstor Lorenzo   |     |

| 22         | Guardameta     | Orlando Mosquera    |     |
| 23         | Defensa        | Michael Murillo     |     |
| 24         | Defensa        | Edgardo Fariña      |     |
| 3          | Defensa        | José Córdoba        |     |
| 25         | Defensa        | Roderick Miller     | 46' |
| 15         | Defensa        | Eric Davis          | 83' |
| 2          | Centrocampista | César Blackman      | 46' |
| 6          | Centrocampista | Cristian Martínez   | 62' |
| 14         | Centrocampista | Jovani Welch        |     |
| 10         | Centrocampista | Édgar Bárcenas      |     |
| 17         | Delantero      | José Fajardo        | 85' |
| Entrenador | Entrenador     | Thomas Christiansen |     |

| 18 | Delantero      | Luis Sinisterra        | 65' |
| 8  | Centrocampista | Jorge Carrascal        | 66' |
| 4  | Defensa        | Santiago Arias         | 73' |
| 20 | Centrocampista | Juan Fernando Quintero | 73' |
| 9  | Delantero      | Miguel Borja           | 79' |

| 9  | Delantero      | Eduardo Guerrero | 46' |
| 16 | Centrocampista | Carlos Harvey    | 46' |
| 5  | Centrocampista | Abdiel Ayarza    | 62' |
| 18 | Defensa        | Omar Valencia    | 83' |
| 11 | Delantero      | Ismael Díaz      | 85' |

| Anotado         | 8'    | Jhon Córdoba    | 1–0 |
| Anotado · Penal | 15'   | James Rodríguez | 2–0 |
| Anotado         | 41'   | Luis Díaz       | 3–0 |
| Anotado         | 70'   | Richard Ríos    | 4–0 |
| Anotado · Penal | 90+4' | Miguel Borja    | 5–0 |

| Amonestado | 45' | Mateus Uribe |

| Amonestado | 54'   | Jovani Welch   |
| Amonestado | 64'   | Edgardo Fariña |
| Amonestado | 90+2' | José Córdoba   |

| Árbitro             | Maurizio Mariani  |
| Árbitros asistentes | Daniele Bindoni   |
| Árbitros asistentes | Alberto Tegoni    |
| Cuarto árbitro      | Kevin Ortega      |
| Quinto árbitro      | Michael Orué      |
| VAR                 | Marco Di Bello    |
| Adicionales VAR     | Aleandro Di Paolo |
| Adicionales VAR     | Gery Vargas       |
| Asesor de árbitros  | Olga Miranda      |
| Quality Mánager     | Gustavo Rossi     |

| Estadísticas      | Bandera de Colombia | Bandera de Panamá |
| Tiros             | 7                   | 14                |
| Tiros a puerta    | 5                   | 3                 |
| Faltas            | 15                  | 20                |
| Saques de esquina | 4                   | 2                 |
| Penaltis          | 2                   | 0                 |
| Fueras de juego   | 2                   | 0                 |
| Posesión de balón | 52%                 | 48%               |

### Semifinales

#### Uruguay vs. Colombia
| 10 de julio   | Uruguay | 0:1 (0:1) | Colombia  | Bank of America Stadium, Charlotte                                       |                                                                          |
| 20:00 (UTC-4) |         | Reporte   | Lerma 39' | Asistencia: 70 644 espectadores Árbitro(s): César Ramos VAR: Carlos Orbe | Asistencia: 70 644 espectadores Árbitro(s): César Ramos VAR: Carlos Orbe |

| 1          | Guardameta     | Sergio Rochet      |     |
| 3          | Defensa        | Sebastián Cáceres  |     |
| 2          | Defensa        | José María Giménez |     |
| 16         | Defensa        | Mathías Olivera    | 46' |
| 15         | Centrocampista | Federico Valverde  |     |
| 5          | Centrocampista | Manuel Ugarte      |     |
| 11         | Centrocampista | Facundo Pellistri  | 46' |
| 6          | Centrocampista | Rodrigo Bentancur  | 34' |
| 7          | Centrocampista | Nicolás de la Cruz | 90' |
| 20         | Centrocampista | Maximiliano Araújo |     |
| 19         | Delantero      | Darwin Núñez       |     |
| Entrenador | Entrenador     | Marcelo Bielsa     |     |

| 12         | Guardameta     | Camilo Vargas    |     |
| 21         | Defensa        | Daniel Muñoz     |     |
| 23         | Defensa        | Dávinson Sánchez |     |
| 2          | Defensa        | Carlos Cuesta    |     |
| 17         | Defensa        | Johan Mojica     |     |
| 6          | Centrocampista | Richard Ríos     | 61' |
| 16         | Centrocampista | Jefferson Lerma  |     |
| 11         | Centrocampista | Jhon Arias       | 46' |
| 10         | Centrocampista | James Rodríguez  | 62' |
| 7          | Centrocampista | Luis Díaz        | 86' |
| 24         | Delantero      | Jhon Córdoba     | 75' |
| Entrenador | Entrenador     | Néstor Lorenzo   |     |

| 13 | Defensa        | Guillermo Varela       | 34' 67' |
| 10 | Centrocampista | Giorgian de Arrascaeta | 46'     |
| 25 | Delantero      | Cristian Olivera       | 46'     |
| 9  | Delantero      | Luis Suárez            | 67'     |
| 14 | Centrocampista | Agustín Canobbio       | 90'     |

| 4  | Defensa        | Santiago Arias  | 46' |
| 15 | Centrocampista | Mateus Uribe    | 61' |
| 5  | Centrocampista | Kevin Castaño   | 62' |
| 13 | Defensa        | Yerry Mina      | 75' |
| 18 | Delantero      | Luis Sinisterra | 86' |

| Anotado | 39' | Jefferson Lerma | 0–1 |

| Amonestado | 26' | Nicolás de la Cruz |
| Amonestado | 63' | Guillermo Varela   |
| Amonestado | 69' | José María Giménez |

| Amonestado | 31'   | Daniel Muñoz    |
| Amonestado | 55'   | James Rodríguez |
| Amonestado | 90+6' | Kevin Castaño   |
| Amonestado | 90+7' | Carlos Cuesta   |

| Otorgado · Expulsado | 45+1' | Daniel Muñoz |

| Árbitro             | César Ramos         |
| Árbitros asistentes | Alberto Morín       |
| Árbitros asistentes | Marco Bisguerra     |
| Cuarto árbitro      | Mario Escobar       |
| Quinto árbitro      | Humberto Panjoj     |
| VAR                 | Carlos Orbe         |
| Adicionales VAR     | Christian Lescano   |
| Adicionales VAR     | Joel Alarcón        |
| Adicionales VAR     | Bryan Loayza        |
| Asesor de árbitros  | Ricardo Casas       |
| Quality Mánager     | Emerson de Carvalho |

| 1          | Guardameta     | Sergio Rochet      |     |
| 3          | Defensa        | Sebastián Cáceres  |     |
| 2          | Defensa        | José María Giménez |     |
| 16         | Defensa        | Mathías Olivera    | 46' |
| 15         | Centrocampista | Federico Valverde  |     |
| 5          | Centrocampista | Manuel Ugarte      |     |
| 11         | Centrocampista | Facundo Pellistri  | 46' |
| 6          | Centrocampista | Rodrigo Bentancur  | 34' |
| 7          | Centrocampista | Nicolás de la Cruz | 90' |
| 20         | Centrocampista | Maximiliano Araújo |     |
| 19         | Delantero      | Darwin Núñez       |     |
| Entrenador | Entrenador     | Marcelo Bielsa     |     |

| 12         | Guardameta     | Camilo Vargas    |     |
| 21         | Defensa        | Daniel Muñoz     |     |
| 23         | Defensa        | Dávinson Sánchez |     |
| 2          | Defensa        | Carlos Cuesta    |     |
| 17         | Defensa        | Johan Mojica     |     |
| 6          | Centrocampista | Richard Ríos     | 61' |
| 16         | Centrocampista | Jefferson Lerma  |     |
| 11         | Centrocampista | Jhon Arias       | 46' |
| 10         | Centrocampista | James Rodríguez  | 62' |
| 7          | Centrocampista | Luis Díaz        | 86' |
| 24         | Delantero      | Jhon Córdoba     | 75' |
| Entrenador | Entrenador     | Néstor Lorenzo   |     |

| 13 | Defensa        | Guillermo Varela       | 34' 67' |
| 10 | Centrocampista | Giorgian de Arrascaeta | 46'     |
| 25 | Delantero      | Cristian Olivera       | 46'     |
| 9  | Delantero      | Luis Suárez            | 67'     |
| 14 | Centrocampista | Agustín Canobbio       | 90'     |

| 4  | Defensa        | Santiago Arias  | 46' |
| 15 | Centrocampista | Mateus Uribe    | 61' |
| 5  | Centrocampista | Kevin Castaño   | 62' |
| 13 | Defensa        | Yerry Mina      | 75' |
| 18 | Delantero      | Luis Sinisterra | 86' |

| Anotado | 39' | Jefferson Lerma | 0–1 |

| Amonestado | 26' | Nicolás de la Cruz |
| Amonestado | 63' | Guillermo Varela   |
| Amonestado | 69' | José María Giménez |

| Amonestado | 31'   | Daniel Muñoz    |
| Amonestado | 55'   | James Rodríguez |
| Amonestado | 90+6' | Kevin Castaño   |
| Amonestado | 90+7' | Carlos Cuesta   |

| Otorgado · Expulsado | 45+1' | Daniel Muñoz |

| Árbitro             | César Ramos         |
| Árbitros asistentes | Alberto Morín       |
| Árbitros asistentes | Marco Bisguerra     |
| Cuarto árbitro      | Mario Escobar       |
| Quinto árbitro      | Humberto Panjoj     |
| VAR                 | Carlos Orbe         |
| Adicionales VAR     | Christian Lescano   |
| Adicionales VAR     | Joel Alarcón        |
| Adicionales VAR     | Bryan Loayza        |
| Asesor de árbitros  | Ricardo Casas       |
| Quality Mánager     | Emerson de Carvalho |

| Estadísticas      | Bandera de Uruguay | Bandera de Colombia |
| Tiros             | 11                 | 11                  |
| Tiros a puerta    | 2                  | 4                   |
| Faltas            | 11                 | 13                  |
| Saques de esquina | 4                  | 3                   |
| Penaltis          | 0                  | 0                   |
| Fueras de juego   | 4                  | 2                   |
| Posesión de balón | 62%                | 38%                 |

### Final

#### Argentina vs. Colombia
| 14 de julio                                                                                 | Argentina         | 1:0 (0:0, 0:0) (t. s.) | Colombia | Hard Rock Stadium, Miami Gardens                                              |                                                                               |
| 21:22 (UTC-4)                                                                               | La. Martínez 112' | Reporte                |          | Asistencia: 65 300 espectadores Árbitro(s): Raphael Claus VAR: Rodolpho Toski | Asistencia: 65 300 espectadores Árbitro(s): Raphael Claus VAR: Rodolpho Toski |
| El inicio del partido se retrasó más de una hora por incidentes en las afueras del estadio. |                   |                        |          |                                                                               |                                                                               |

| 23         | Guardameta     | Emiliano Martínez   |      |
| 4          | Defensa        | Gonzalo Montiel     | 72'  |
| 13         | Defensa        | Cristian Romero     |      |
| 25         | Defensa        | Lisandro Martínez   |      |
| 3          | Defensa        | Nicolás Tagliafico  |      |
| 11         | Centrocampista | Ángel Di María      | 117' |
| 7          | Centrocampista | Rodrigo de Paul     |      |
| 24         | Centrocampista | Enzo Fernández      | 97'  |
| 20         | Centrocampista | Alexis Mac Allister | 97'  |
| 10         | Delantero      | Lionel Messi        | 66'  |
| 9          | Delantero      | Julián Álvarez      | 97'  |
| Entrenador | Entrenador     | Lionel Scaloni      |      |

| 12         | Guardameta     | Camilo Vargas    |      |
| 4          | Defensa        | Santiago Arias   |      |
| 23         | Defensa        | Dávinson Sánchez |      |
| 2          | Defensa        | Carlos Cuesta    |      |
| 17         | Defensa        | Johan Mojica     |      |
| 6          | Centrocampista | Richard Ríos     | 89'  |
| 16         | Centrocampista | Jefferson Lerma  | 106' |
| 11         | Centrocampista | Jhon Arias       | 106' |
| 10         | Delantero      | James Rodríguez  | 91'  |
| 24         | Delantero      | Jhon Córdoba     | 89'  |
| 7          | Delantero      | Luis Díaz        | 106' |
| Entrenador | Entrenador     | Néstor Lorenzo   |      |

| 15 | Delantero      | Nicolás González | 66'  |
| 26 | Defensa        | Nahuel Molina    | 72'  |
| 5  | Centrocampista | Leandro Paredes  | 97'  |
| 16 | Centrocampista | Giovani Lo Celso | 97'  |
| 22 | Delantero      | Lautaro Martínez | 97'  |
| 19 | Defensa        | Nicolás Otamendi | 117' |

| 5  | Centrocampista | Kevin Castaño          | 89'  |
| 19 | Delantero      | Rafael Santos Borré    | 89'  |
| 20 | Centrocampista | Juan Fernando Quintero | 91'  |
| 8  | Centrocampista | Jorge Carrascal        | 106' |
| 9  | Delantero      | Miguel Borja           | 106' |
| 15 | Centrocampista | Mateus Uribe           | 106' |

| Anotado | 112' | Lautaro Martínez | 1–0 |

| Amonestado | 61'  | Alexis Mac Allister |
| Amonestado | 118' | Giovani Lo Celso    |

| Amonestado | 27'  | Jhon Córdoba |
| Amonestado | 115' | Miguel Borja |

| Árbitro             | Raphael Claus    |
| Árbitros asistentes | Bruno Pires      |
| Árbitros asistentes | Rodrigo Correa   |
| Cuarto árbitro      | Juan Benítez     |
| Quinto árbitro      | Eduardo Cardozo  |
| VAR                 | Rodolpho Toski   |
| Adicionales VAR     | Danilo Manis     |
| Adicionales VAR     | Daniel Nobre     |
| Adicionales VAR     | Pablo Gonçalves  |
| Asesor de árbitros  | Carlos Pastorino |
| Quality Mánager     | Víctor Carrillo  |

| 23         | Guardameta     | Emiliano Martínez   |      |
| 4          | Defensa        | Gonzalo Montiel     | 72'  |
| 13         | Defensa        | Cristian Romero     |      |
| 25         | Defensa        | Lisandro Martínez   |      |
| 3          | Defensa        | Nicolás Tagliafico  |      |
| 11         | Centrocampista | Ángel Di María      | 117' |
| 7          | Centrocampista | Rodrigo de Paul     |      |
| 24         | Centrocampista | Enzo Fernández      | 97'  |
| 20         | Centrocampista | Alexis Mac Allister | 97'  |
| 10         | Delantero      | Lionel Messi        | 66'  |
| 9          | Delantero      | Julián Álvarez      | 97'  |
| Entrenador | Entrenador     | Lionel Scaloni      |      |

| 12         | Guardameta     | Camilo Vargas    |      |
| 4          | Defensa        | Santiago Arias   |      |
| 23         | Defensa        | Dávinson Sánchez |      |
| 2          | Defensa        | Carlos Cuesta    |      |
| 17         | Defensa        | Johan Mojica     |      |
| 6          | Centrocampista | Richard Ríos     | 89'  |
| 16         | Centrocampista | Jefferson Lerma  | 106' |
| 11         | Centrocampista | Jhon Arias       | 106' |
| 10         | Delantero      | James Rodríguez  | 91'  |
| 24         | Delantero      | Jhon Córdoba     | 89'  |
| 7          | Delantero      | Luis Díaz        | 106' |
| Entrenador | Entrenador     | Néstor Lorenzo   |      |

| 15 | Delantero      | Nicolás González | 66'  |
| 26 | Defensa        | Nahuel Molina    | 72'  |
| 5  | Centrocampista | Leandro Paredes  | 97'  |
| 16 | Centrocampista | Giovani Lo Celso | 97'  |
| 22 | Delantero      | Lautaro Martínez | 97'  |
| 19 | Defensa        | Nicolás Otamendi | 117' |

| 5  | Centrocampista | Kevin Castaño          | 89'  |
| 19 | Delantero      | Rafael Santos Borré    | 89'  |
| 20 | Centrocampista | Juan Fernando Quintero | 91'  |
| 8  | Centrocampista | Jorge Carrascal        | 106' |
| 9  | Delantero      | Miguel Borja           | 106' |
| 15 | Centrocampista | Mateus Uribe           | 106' |

| Anotado | 112' | Lautaro Martínez | 1–0 |

| Amonestado | 61'  | Alexis Mac Allister |
| Amonestado | 118' | Giovani Lo Celso    |

| Amonestado | 27'  | Jhon Córdoba |
| Amonestado | 115' | Miguel Borja |

| Árbitro             | Raphael Claus    |
| Árbitros asistentes | Bruno Pires      |
| Árbitros asistentes | Rodrigo Correa   |
| Cuarto árbitro      | Juan Benítez     |
| Quinto árbitro      | Eduardo Cardozo  |
| VAR                 | Rodolpho Toski   |
| Adicionales VAR     | Danilo Manis     |
| Adicionales VAR     | Daniel Nobre     |
| Adicionales VAR     | Pablo Gonçalves  |
| Asesor de árbitros  | Carlos Pastorino |
| Quality Mánager     | Víctor Carrillo  |

| Estadísticas      | Bandera de Argentina | Bandera de Colombia |
| Tiros             | 11                   | 18                  |
| Tiros a puerta    | 6                    | 4                   |
| Faltas            | 8                    | 18                  |
| Saques de esquina | 4                    | 7                   |
| Penaltis          | 0                    | 0                   |
| Fueras de juego   | 2                    | 1                   |
| Posesión de balón | 44%                  | 56%                 |

## Estadísticas

### Participación de jugadores
| N.° | Pos        | Jugador        | PJ | Minutos jugados | Goles recibidos | Atajos | Tarjetas amarillas | Doble tarjeta amarilla y roja | Tarjetas rojas |
| --- | ---------- | -------------- | -- | --------------- | --------------- | ------ | ------------------ | ----------------------------- | -------------- |
| 1   | Guardameta | David Ospina   | 0  | 0               | 0               | 0      | 0                  | 0                             | 0              |
| 12  | Guardameta | Camilo Vargas  | 6  | 570             | 3               | 14     | 0                  | 0                             | 0              |
| 25  | Guardameta | Álvaro Montero | 0  | 0               | 0               | 0      | 0                  | 0                             | 0              |

| N.° | Pos            | Jugador                | PJ | Minutos jugados | Goles | Asistencias | Tarjetas Amarillas | Doble tarjeta amarilla y roja | Tarjetas rojas |
| --- | -------------- | ---------------------- | -- | --------------- | ----- | ----------- | ------------------ | ----------------------------- | -------------- |
| 2   | Defensa        | Carlos Cuesta          | 5  | 480             | 0     | 0           | 1                  | 0                             | 0              |
| 3   | Defensa        | Jhon Lucumí            | 1  | 25              | 0     | 0           | 0                  | 0                             | 0              |
| 4   | Defensa        | Santiago Arias         | 3  | 181             | 0     | 0           | 0                  | 0                             | 0              |
| 5   | Centrocampista | Kevin Castaño          | 4  | 77              | 0     | 0           | 1                  | 0                             | 0              |
| 6   | Centrocampista | Richard Ríos           | 6  | 452             | 1     | 0           | 1                  | 0                             | 0              |
| 7   | Delantero      | Luis Díaz              | 6  | 512             | 2     | 0           | 0                  | 0                             | 0              |
| 8   | Centrocampista | Jorge Carrascal        | 3  | 48              | 0     | 0           | 0                  | 0                             | 0              |
| 9   | Delantero      | Miguel Borja           | 2  | 26              | 1     | 0           | 1                  | 0                             | 0              |
| 10  | Centrocampista | James Rodríguez        | 6  | 468             | 1     | 6           | 1                  | 0                             | 0              |
| 11  | Centrocampista | Jhon Arias             | 6  | 487             | 0     | 1           | 0                  | 0                             | 0              |
| 13  | Defensa        | Yerry Mina             | 2  | 80              | 0     | 0           | 0                  | 0                             | 0              |
| 14  | Delantero      | Jhon Durán             | 1  | 13              | 0     | 0           | 0                  | 0                             | 0              |
| 15  | Centrocampista | Mateus Uribe           | 6  | 213             | 0     | 0           | 1                  | 0                             | 0              |
| 16  | Centrocampista | Jefferson Lerma        | 5  | 425             | 2     | 0           | 2                  | 0                             | 0              |
| 17  | Defensa        | Johan Mojica           | 6  | 524             | 0     | 0           | 0                  | 0                             | 0              |
| 18  | Delantero      | Luis Sinisterra        | 3  | 30              | 0     | 0           | 0                  | 0                             | 0              |
| 19  | Delantero      | Rafael Santos Borré    | 4  | 126             | 0     | 0           | 0                  | 0                             | 0              |
| 20  | Centrocampista | Juan Fernando Quintero | 3  | 46              | 0     | 0           | 0                  | 0                             | 0              |
| 21  | Defensa        | Daniel Muñoz           | 5  | 332             | 2     | 1           | 0                  | 1                             | 0              |
| 22  | Centrocampista | Yáser Asprilla         | 1  | 18              | 0     | 0           | 0                  | 0                             | 0              |
| 23  | Defensa        | Dávinson Sánchez       | 6  | 570             | 1     | 0           | 0                  | 0                             | 0              |
| 24  | Delantero      | Jhon Córdoba           | 6  | 418             | 2     | 1           | 2                  | 0                             | 0              |
| 26  | Defensa        | Déiver Machado         | 1  | 46              | 0     | 0           | 1                  | 0                             | 0              |

### Goleadores
| N.°   | Jugador          | Anotado | PJ | Prom. | Jugada | Cabeza | TL | Penal |
| ----- | ---------------- | ------- | -- | ----- | ------ | ------ | -- | ----- |
| 1     | Jefferson Lerma  | 2       | 5  | 0.4   | 0      | 2      | 0  | 0     |
| 1     | Daniel Muñoz     | 2       | 5  | 0.4   | 1      | 1      | 0  | 0     |
| 3     | Jhon Córdoba     | 2       | 6  | 0.33  | 1      | 1      | 0  | 0     |
| 3     | Luis Díaz        | 2       | 6  | 0.33  | 1      | 0      | 0  | 1     |
| 5     | Miguel Borja     | 1       | 2  | 0.5   | 0      | 0      | 0  | 1     |
| 6     | Dávinson Sánchez | 1       | 6  | 0.17  | 0      | 1      | 0  | 0     |
| 6     | James Rodríguez  | 1       | 6  | 0.17  | 0      | 0      | 0  | 1     |
| 6     | Richard Ríos     | 1       | 6  | 0.17  | 1      | 0      | 0  | 0     |
| Total | Total            | 11      | 6  | 1.83  | 4      | 5      | 0  | 3     |

### Asistencias
| N.°   | Jugador         | Asistencia | Jugada | Cabeza | TL | SdE |
| ----- | --------------- | ---------- | ------ | ------ | -- | --- |
| 1     | James Rodríguez | 6          | 3      | 0      | 1  | 2   |
| 2     | Jhon Arias      | 1          | 0      | 0      | 0  | 1   |
| 2     | Jhon Córdoba    | 1          | 1      | 0      | 0  | 0   |
| 2     | Daniel Muñoz    | 1          | 1      | 0      | 0  | 0   |
| Total | Total           | 9          | 5      | 0      | 1  | 3   |

### Sanciones disciplinarias
| N.°   | Jugador         | Amonestado | Otorgado · Expulsado | Expulsado | Sanción                       |
| ----- | --------------- | ---------- | -------------------- | --------- | ----------------------------- |
| 1     | Jefferson Lerma | 2          | 0                    | 0         | Un partido (Cuartos de final) |
| 1     | Jhon Córdoba    | 2          | 0                    | 0         |                               |
| 3     | Daniel Muñoz    | 1          | 1                    | 0         | Un partido (Final)            |
| 4     | Richard Ríos    | 1          | 0                    | 0         |                               |
| 4     | Déiver Machado  | 1          | 0                    | 0         |                               |
| 4     | Mateus Uribe    | 1          | 0                    | 0         |                               |
| 4     | Carlos Cuesta   | 1          | 0                    | 0         |                               |
| 4     | Kevin Castaño   | 1          | 0                    | 0         |                               |
| 4     | James Rodríguez | 1          | 0                    | 0         |                               |
| 4     | Miguel Borja    | 1          | 0                    | 0         |                               |
| Total | Total           | 12         | 1                    | 0         |                               |

## Uniforme
Para la Copa América 2024 los uniformes de Colombia son confeccionados por la multinacional alemana Adidas. 
| Proveedor                | Proveedor |
| Ubicación                | Marca     |
| ------------------------ | --------- |
| Pecho, pantalón y medias | Adidas    |

#### Uniformes
| Uniforme                                                     | Jugadores de campo  | Jugadores de campo | Entrenamiento | Entrenamiento |
| Uniforme                                                     | Titular             | Alternativo        | Primero       | Segundo       |
| ------------------------------------------------------------ | ------------------- | ------------------ | ------------- | ------------- |
| Imagen                                                       |                     |                    |               |               |
| Partidos utilizado                                           | 5                   | 1                  | -             | -             |
| Primer partido                                               | 24 de junio de 2024 | 1 de julio de 2024 | -             | -             |
| Último partido                                               | 14 de julio de 2024 | 1 de julio de 2024 | -             | -             |
| Actualizado al último partido jugado el: 14 de julio de 2024 |                     |                    |               |               |

#### Uniformes de arquero
| Uniforme                                                     | Arquero             | Arquero             | Arquero             |
| Uniforme                                                     | Primero             | Segundo             | Tercero             |
| ------------------------------------------------------------ | ------------------- | ------------------- | ------------------- |
| Imagen                                                       |                     |                     |                     |
| Partidos utilizado                                           | 2                   | 2                   | 2                   |
| Primer partido                                               | 24 de junio de 2024 | 1 de julio de 2024  | 6 de julio de 2024  |
| Último partido                                               | 28 de junio de 2024 | 14 de julio de 2024 | 10 de julio de 2024 |
| Actualizado al ultimo partido jugado el: 14 de julio de 2024 |                     |                     |                     |